# Equisetum komarovii
Equisetum komarovii là một loài dương xỉ trong họ Equisetaceae. Loài này được Iljin mô tả khoa học đầu tiên năm 1934.
Danh pháp khoa học của loài này chưa được làm sáng tỏ. 